# 불암콩콩코믹스
불암콩콩코믹스는 2009년부터 포털 사이트 네이트 야구 뉴스에서 제공되는 야구 카툰이다. 작가는 최의민이며 만화가명으로 '최불암'이라는 이름을 쓴다. 이 만화가명인 '최불암'과 과거의 해적판 만화 시리즈 다이나믹콩콩코믹스의 이름을 합친 것이다.
이 카툰은 정규 시즌 때에는 일주일에 한번 연재할 때도 있고, 한 달에 한 번 연재할 때도 있다. 포스트 시즌 중에도 마찬가지로 무 연재된다.
이 카툰의 특징은 한 주간 있었던 야구 경기를 요약 정리하여 재미있게 그려내는 것이다. 야구 선수의 얼굴을 실제와 비슷하게 묘사하여 표현하며, 때때로 작가가 그리는 캐릭터를 통해 가장 인상 깊은 장면을 부각시키거나 불미스러운 장면을 만화를 통해 꼬집기도 한다.
대부분 이 만화엔 호옹이가 들어간다.